# Крысиная змея Эмори
Крысиная змея Эмори (лат. Pantherophis emoryi) — вид неядовитых змей семейства ужеобразных, похожих на пятнистого лазающего полоза. Назван в честь американского ботаника Уильяма Хемсли Эмори (1811—1887).
Пятна вдоль спины глубоко коричневого цвета, тело коренастое. Есть некоторое разнообразие в окраске, орнамент может быть плохо выраженным. Отличается от других змей в этом регионе наличием пятнышка между глазами, а также почти гладкой чешуей.
Распространена в центральных районах США и на северо-востоке Мексики. Встречается в каньонах и на склонах, особенно около скал. В теплую погоду активна ночью, в другое время — днём. Питается грызунами и птицами. Яйцекладущие, в кладке до 12 яиц. Яйца (и молодые особи) крупнее, чем у пятнистого лазающего полоза.